# Andan
Der Andan ist ein Bach im nördlichen Teil des Zentralmassivs von Frankreich, der im Département Allier der Region Auvergne-Rhône-Alpes nordöstlich der Stadt Vichy verläuft.

## Geografie

### Verlauf
Der Andan entspringt im Gemeindegebiet von Andelaroche, entwässert in einer S-Kurve generell Richtung Westen durch die nordwestlichen Ausläufer der Monts de la Madeleine-Berge und mündet nach rund 13 Kilometern im Gemeindegebiet von Saint-Prix als rechter Nebenfluss in die Besbre, knapp nachdem diese die hier Autobahn-ähnlich ausgebaute Nationalstraße N7 unterquert hat.

### Orte am Bach
(Reihenfolge in Fließrichtung)
- Tremblay, Gemeinde Andelaroche
- Godet, Gemeinde Droiturier
- Godinière, Gemeinde Droiturier
- Courte, Gemeinde Saint-Prix
- Saint-Prix

## Sehenswürdigkeiten
- Pont Romain, Steinbrücke über den Bach aus der Gallorömischen Zeit bei Droiturier – Monument historique[4]
- Pont de la Vallée, Brücke über den Bach aus dem 18. Jahrhundert bei Droiturier – Monument historique[5]